# Xestoleberis bluemeli
Xestoleberis bluemeli is een mosselkreeftjessoort uit de familie van de Xestoleberididae. De wetenschappelijke naam van de soort is voor het eerst geldig gepubliceerd in 1992 door Hartmann.